# Ludes
Ludes és un municipi francès, situat al departament del Marne i a la regió del Gran Est. L'any 2007 tenia 634 habitants.

## Demografia

### Població
El 2007 la població de fet de Ludes era de 634 persones. Hi havia 266 famílies, de les quals 64 eren unipersonals (20 homes vivint sols i 44 dones vivint soles), 109 parelles sense fills, 89 parelles amb fills i 4 famílies monoparentals amb fills.
La població ha evolucionat segons el següent gràfic:
Habitants censats

### Habitatges
El 2007 hi havia 310 habitatges, 269 eren l'habitatge principal de la família, 15 eren segones residències i 25 estaven desocupats. 292 eren cases i 18 eren apartaments. Dels 269 habitatges principals, 220 estaven ocupats pels seus propietaris, 41 estaven llogats i ocupats pels llogaters i 8 estaven cedits a títol gratuït; 2 tenien una cambra, 5 en tenien dues, 30 en tenien tres, 44 en tenien quatre i 188 en tenien cinc o més. 217 habitatges disposaven pel capbaix d'una plaça de pàrquing. A 123 habitatges hi havia un automòbil i a 123 n'hi havia dos o més.

### Piràmide de població
La piràmide de població per edats i sexe el 2009 era:
| Homes | Edats   | Dones |
| ----- | ------- | ----- |
| 0     | 95 o +  | 0     |
| 0     | 90 a 94 | 8     |
| 0     | 85 a 89 | 0     |
| 0     | 80 a 84 | 0     |
| 12    | 75 a 79 | 4     |
| 8     | 70 a 74 | 20    |
| 32    | 65 a 69 | 28    |
| 16    | 60 a 64 | 12    |
| 24    | 55 a 59 | 8     |
| 32    | 50 a 54 | 48    |
| 28    | 45 a 49 | 24    |
| 20    | 40 a 44 | 24    |
| 16    | 35 a 39 | 16    |
| 40    | 30 a 34 | 32    |
| 16    | 25 a 29 | 8     |
| 16    | 20 a 24 | 16    |
| 20    | 15 a 19 | 16    |
| 20    | 10 a 14 | 8     |
| 12    | 5 a 9   | 32    |
| 16    | 0 a 4   | 16    |

## Economia
El 2007 la població en edat de treballar era de 421 persones, 323 eren actives i 98 eren inactives. De les 323 persones actives 300 estaven ocupades (165 homes i 135 dones) i 22 estaven aturades (9 homes i 13 dones). De les 98 persones inactives 41 estaven jubilades, 33 estaven estudiant i 24 estaven classificades com a «altres inactius».

### Ingressos
El 2009 a Ludes hi havia 263 unitats fiscals que integraven 636,5 persones, la mediana anual d'ingressos fiscals per persona era de 25.343 €.

### Activitats econòmiques
Dels 42 establiments que hi havia el 2007, 1 era d'una empresa extractiva, 10 d'empreses alimentàries, 3 d'empreses de construcció, 9 d'empreses de comerç i reparació d'automòbils, 2 d'empreses de transport, 1 d'una empresa d'hostatgeria i restauració, 1 d'una empresa d'informació i comunicació, 2 d'empreses financeres, 1 d'una empresa immobiliària, 7 d'empreses de serveis i 5 d'empreses classificades com a «altres activitats de serveis».
Dels 10 establiments de servei als particulars que hi havia el 2009, 1 era una oficina de correu, 1 taller de reparació d'automòbils i de material agrícola, 1 paleta, 1 guixaire pintor, 2 perruqueries, 1 restaurant, 2 agències immobiliàries i 1 saló de bellesa.
Dels 2 establiments comercials que hi havia el 2009, 1 era una botiga de menys de 120 m² i 1 una fleca.
L'any 2000 a Ludes hi havia 153 explotacions agrícoles que ocupaven un total de 666 hectàrees.

## Equipaments sanitaris i escolars
El 2009 hi havia una escola elemental integrada dins d'un grup escolar amb les comunes properes formant una escola dispersa.

## Poblacions més properes
El següent diagrama mostra les poblacions més properes.